# Galaktyka Andromedy
Galaktyka Andromedy (zwana również Messier 31, M31 lub NGC 224, a wcześniej także Wielką Mgławicą w Andromedzie) – galaktyka spiralna, leżąca około 2,52 miliona lat świetlnych od Ziemi w gwiazdozbiorze Andromedy.
Do niedawna sądzono, że Galaktyka Andromedy jest najmasywniejszą galaktyką w Grupie Lokalnej, w skład której wchodzą również Droga Mleczna, Galaktyka Trójkąta oraz około 50 mniejszych galaktyk. Na podstawie obserwacji w podczerwieni dokonanej z użyciem Teleskopu Spitzera w 2006 oszacowano liczbę gwiazd Andromedy na około bilion, dla porównania liczbę gwiazd w Drodze Mlecznej szacuje się na około 400 miliardów. Wirialna masa (masa łącznie z masą ciemnej materii) Galaktyki Andromedy jest tego samego rzędu wielkości co Drogi Mlecznej i wynosi około 1 biliona mas Słońca. Masa obu galaktyk jest trudna do porównania. W 2018 opublikowano szacunek masy Galaktyki Andromedy na podstawie analizy ruchu galaktyk satelickich, w połączeniu ze wstępnymi raportami z badania z 2019 szacującego większą masę Drogi Mlecznej. Galaktyka Andromedy ma średnicę około 220 000 ly (67 kpc), co czyni ją największym pod względem rozbudowy członkiem Grupy Lokalnej.
Galaktyka Andromedy jest największą i najjaśniejszą galaktyką nieba północnego. Widać ją nawet przez małe lornetki. Obserwacje można prowadzić także gołym okiem, niekiedy nawet na przedmieściach większych miast, widoczna jest jako niewielka mgiełka. Jednak jej całkowita średnica kątowa przewyższa sześciokrotnie kątowe rozmiary Księżyca.
Nazwa galaktyki pochodzi od mitologicznej etiopskiej królewny Andromedy.

## Historia obserwacji
Pierwsze udokumentowane obserwacje Galaktyki Andromedy przeprowadził w 964 roku perski astronom Abd Al-Rahman Al Sufi, opisując ją jako małą chmurkę. Jak twierdzi Richard Hickley Allen, Galaktyka Andromedy pojawiła się również na holenderskiej mapie nieba z około 1500 roku, jednak mapy tej jak dotąd nie odnaleziono.
Pierwszy opis obiektu bazujący na obserwacjach teleskopowych sporządził Simon Marius 15 grudnia 1612 roku. Charles Messier, nieznający zapisków Al Sufiego, podał Mariusa jako odkrywcę Galaktyki Andromedy, dopisując ją do swojego katalogu 3 sierpnia 1764. Niezależnie obiekt odkryli jeszcze Giovanni Batista Hodierna w 1654 oraz Ismail Bouillaud w 1661.
W 1785 astronom William Herschel podał, w zgodzie z ówczesnym poglądem na mgławicowy charakter M31, że odległość do niej jest równa dwóm tysiącom odległości do Syriusza, czyli około 19 tysiącom lat świetlnych.
William Huggins, pionier spektroskopii, obserwując w 1864 widmo Galaktyki Andromedy, zauważył, że różni się ono od widm gazowych mgławic i przypomina raczej widma znanych gwiazd. Od tamtej pory zaczęto wierzyć, że M31 ma raczej – choć dziwną – naturę gwiazdową.
20 sierpnia 1885 w Galaktyce Andromedy zaobserwowano wybuch supernowej (znanej jako S Andromedae lub SN 1885A), pierwszy i jak dotąd jedyny w tej galaktyce. Ówcześni astronomowie nie zdawali sobie sprawy z odległości do M31, przez co sklasyfikowano ją jako nową – zjawisko znacznie mniej spektakularne, ale powszechniejsze – i nazwano Nova 1885. Maksimum jasności, 6m osiągnęła pomiędzy 17 a 20 sierpnia 1885, w lutym 1890 osłabła do 16m. Jej uważnym obserwatorem był Ernst Hartwig z Obserwatorium Dorpat w Estonii.

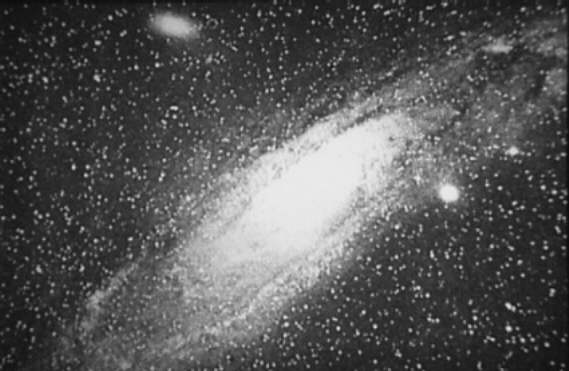
Wielka Mgławica w Andromedzie na fotografii Isaaca Robertsa z 1899 roku

Pierwsze fotografie Galaktyki Andromedy zostały wykonane w 1887 przez Isaaca Robertsa. Dzięki wyjątkowo długiej ekspozycji zdjęcia pozwoliły po raz pierwszy ujrzeć jej spiralną strukturę. Jednakże to odkrycie zostało zbagatelizowane. Sugerując się powszechnym poglądem, że obiekt ten jest tylko mgławicą wewnątrz Drogi Mlecznej, Roberts uznał M31 za tworzący się system planetarny podobny do Układu Słonecznego.
W 1912 Vesto Slipher z Obserwatorium Lowella zmierzył, używając spektroskopii, prędkość radialną M31. Otrzymał wartość 300 kilometrów na sekundę w kierunku Słońca. Była to największa wówczas zmierzona prędkość. (Jest to prędkość względem Słońca, a nie Drogi Mlecznej – obie galaktyki zbliżają się do siebie z prędkością radialną trzykrotnie mniejszą.)

### Wyspowy wszechświat
W 1917 Heber Curtis zaobserwował wybuch nowej w Galaktyce Andromedy. Studiując zapis fotograficzny, odkrył jeszcze 11 innych gwiazd nowych. Zauważył, że były one średnio o 10 wielkości gwiazdowych mniejsze od obserwowanych w Drodze Mlecznej. Na tej podstawie oszacował odległość do M31 na około 500 tysięcy lat świetlnych. Zdziwiony wynikami wysunął śmiałą hipotezę – nazwaną wyspowym wszechświatem – że obserwowane spiralne mgławice są w istocie niezależnymi galaktykami.
Odważna sugestia Curtisa odbiła się szerokim echem w środowisku astronomów. 26 kwietnia 1920 Curtis i Harlow Shapley odbyli słynną Wielką Debatę, dotyczącą Drogi Mlecznej, mgławic spiralnych i rozmiarów Wszechświata. Shapley był zdania, że nasza galaktyka jest jedyną i stanowi cały Wszechświat, a mgławice spiralne są jej częścią. Curtis natomiast, by dowieść swoich racji, pytał dlaczego przesunięcia dopplerowskie mgławic spiralnych są tak duże. Przedstawił również swoje obliczenia dotyczące gwiazd nowych w M31 oraz wykazał podobieństwo pomiędzy ciemnymi pasmami obserwowanymi w mgławicach spiralnych i obłokami pyłu odnajdywanymi w Drodze Mlecznej.

### Pozagalaktyczne cefeidy
W 1923 Edwin Hubble wykonał dokładne zdjęcia M31 przy użyciu największego wówczas, 2,5-metrowego teleskopu zwierciadlanego. Szukając gwiazd nowych, przypadkowo odnalazł na jednym z nich gwiazdę zmienną. Zdjęcie, na którym ją zaznaczył, jest jedną z najbardziej znanych astronomicznych fotografii. Odnajdując kolejne, zidentyfikował je jako cefeidy, co pozwoliło mu obliczyć odległość do Galaktyki Andromedy. Wynik znacznie przewyższał rezultaty badań Hebera Curtisa.
Badania Hubble’a ostatecznie dowiodły, że M31 jest w rzeczywistości osobną, znacznie oddaloną od nas galaktyką. Hubble jednak wówczas nie wiedział, że istnieją dwa typy cefeid – jego oszacowanie odległości okazało się jeszcze ponad dwukrotnie za małe.

### Rola Galaktyki Andromedy
Galaktyka Andromedy, najbliższa duża spiralna (choć nie najbliższa w ogóle), odgrywa znaczącą rolę w studiach nad galaktykami, naturą gwiazd i całego Wszechświata. Część Drogi Mlecznej jest bowiem zasłonięta przez pył międzygwiazdowy.
W 1943 Walter Baade, analizując gwiazdy w centrum M31, podzielił je na dwie populacje: młode wirujące w dysku (Typ I) oraz stare czerwone w centralnym zgrubieniu (Typ II). Używana przez Baadego nomenklatura została przyjęta do opisu gwiazd w innych galaktykach.
Pierwsze radiowe mapy Galaktyki Andromedy zostały wykonane w latach 50. XX w. przez Johna Baldwina z Cambridge Radio Astronomy Group. Jądro M31 zostało skatalogowane jako 2C 56.

## Podstawowe informacje
M31 jest jedną z niewielu galaktyk, których widma wykazują przesunięcie ku fioletowi. Jej prędkość radialna względem Słońca równa jest około 300 km/s. Po odliczeniu prędkości Układu Słonecznego wewnątrz Drogi Mlecznej, uzyskamy prędkość zbliżania się naszej Galaktyki i Galaktyki Andromedy – jest ona równa około 100 km/s. Nie oznacza to, że obie galaktyki na pewno zderzą się w odległej przyszłości, gdyż do tego styczna składowa wektora prędkości M31 musi być dostatecznie mała. Precyzyjne pomiary wykonane przy użyciu Teleskopu Hubble’a wykluczyły jednak w 2012 roku scenariusz, w którym galaktyki miałyby się minąć. Galaktyka Andromedy jest zatem rzeczywiście na kursie kolizyjnym z Drogą Mleczną, a początek zderzenia nastąpi za około 4,5 miliarda lat. Obie galaktyki najprawdopodobniej będą mieszać się przez kilka miliardów lat, a ostatecznie stworzą ogromną galaktykę eliptyczną. Takie zderzenia są pospolite we Wszechświecie (przykładem mogą być galaktyki Czułki).
Określenie dokładnej odległości do M31 nastręczało trudności. Kiedy w roku 1953 odkryto drugi, ciemniejszy typ cefeid (tzw. gwiazdy typu W Virginis), dystans oszacowany przez Edwina Hubble’a na ponad milion lat świetlnych został podwojony. W latach 90. XX wieku satelita Hipparcos określił tę odległość na 2,9 mln lat świetlnych. Jednak, gdy później okazało się, że w przypadku bardzo odległych obiektów pomiary wykonane przy pomocy tego satelity często bywają zawyżone o około 10%, zasugerowano, że dystans do M31 może być mniejszy.
W 2005 roku grupa astronomów pod kierownictwem Ignasi Ribasa ogłosiła znalezienie w Galaktyce Andromedy układu zaćmieniowego dwóch gwiazd. Układ oznaczony jako M31VJ00443799+4129236 składa się z jasnych, gorących, błękitnych gwiazd typu O oraz B. Badając okres zmienności (3,54969 dni), astronomowie mogli wyznaczyć rozmiary gwiazd. Znajomość rozmiarów i temperatury pozwoliła obliczyć ich absolutne wielkości gwiazdowe. To pozwoliło oszacować odległość do nich na 2,52 ± 0,14 mln lat świetlnych. Jest to obecnie przyjmowana wartość, zgadzająca się z wynikami obserwacji cefeid oraz pomiarami przeprowadzonymi przy pomocy satelity Hipparcos (po korekcie).
Obecne oszacowania masy halo Galaktyki Andromedy, włącznie z ciemną materią dają wartość około 1,23×1012 M☉, w porównaniu do 1,9×1012 M☉ Drogi Mlecznej. Dlatego M31 może nie być, jak sądzono wcześniej, główną masą w Grupie Lokalnej, chociaż jest dużo większa od naszej galaktyki i zawiera znacznie więcej gwiazd.
W szczególności, Galaktyka Andromedy zawiera więcej typowych gwiazd i jej szacowana jasność jest dwukrotnie większa niż Drogi Mlecznej. Z kolei w naszej galaktyce tempo formowania gwiazd jest większe. W M31 sumarycznie powstaje średnio jedna gwiazda o masie Słońca rocznie, w porównaniu do 3–5 takich gwiazd w Drodze Mlecznej. To sugeruje, że Galaktyka Andromedy ma już za sobą proces intensywnego powstawania gwiazd, który w Drodze Mlecznej wciąż trwa. Może to oznaczać, że w przyszłości obie galaktyki zrównają się pod względem liczby gwiazd.
Niektórzy badacze uważają, że Galaktyka Andromedy może być większa niż obecnie powszechnie się sądzi. Jej dysk miałby 260 000 lat świetlnych średnicy, a możliwe, że niektóre czerwone olbrzymy znajdują się nawet w odległości 500 000 lat świetlnych od jądra galaktyki.

## Struktura
Galaktyka Andromedy została sklasyfikowana jako Sb w sekwencji Hubble’a lub SA(s)b w nowszej klasyfikacji – galaktyka spiralna bez poprzeczki, ze średniej wielkości jądrem i dość dobrze rozwiniętymi ramionami spiralnymi. Doniesienia naukowe z 2006 r. pozwalają jednak przypuszczać, że M31 może mieć małą poprzeczkę. Wtedy odpowiadałoby jej raczej oznaczenie SAB(s)b. Andromeda jest także klasyfikowana jako „obszar jądrowych linii emisyjnych o niskiej jonizacji” (LINER, Low-Ionization Nuclear Emission-line Region) – jest to najbardziej powszechna klasa galaktyk o aktywnych jądrach.
Galaktyka Andromedy posiada gęste podwójne jądro (zawierające co najmniej jedną czarną dziurę), co najmniej dwa spiralne ramiona wraz z pierścieniem kosmicznego pyłu, który może pochodzić z mniejszej galaktyki M32 oraz ponad 450 gromad kulistych – niektóre z nich należą do najgęstszych znanych.
Scott Chapman z California Institute of Technology oraz Rodrigo Ibata z francuskiego obserwatorium w Strasbourgu, po przeprowadzeniu obserwacji teleskopami Kecka i wyznaczeniu prędkości gwiazd w halo M31, ogłosili w 2005 roku, że wiele z tych gwiazd w rzeczywistości należy do dysku Galaktyki Andromedy. Oznacza to, że spiralny dysk M31 może mieć nawet trzy razy większą średnicę (220 tysięcy lat świetlnych), niż szacowano wcześniej (od 70 do 120 tysięcy lat świetlnych).
Płaszczyzna obrotu Galaktyki Andromedy jest nachylona pod kątem 77° do kierunku w stronę Ziemi. Dysk nie jest całkowicie płaski, ale przypomina falę. Może to być spowodowane oddziaływaniem grawitacyjnym z bliskimi galaktykami satelickimi.
Badania spektroskopowe umożliwiły dokładne pomiary prędkości rotacji M31 w zależności od odległości od jej jądra. Rosną one do 225 kilometrów na sekundę w odległości 1,3 tysiąca lat świetlnych, następnie maleją do minimalnej wartości 50 km/s dla promienia 7 tys. lat świetlnych, ponownie powoli rosną do maksimum 250 km/s w odległości 33 tys. lat świetlnych, i znów spadają do 200 km/s dla odległości 80 tys. lat świetlnych. Pomiary umożliwiły oszacowanie masy skoncentrowanej w jądrze na około 6×109 M☉. Całkowita masa galaktyki szybko wzrasta liniowo w promieniu 45 tys. lat świetlnych od jądra, dalej znacznie wolniej.
Ramiona spiralne Galaktyki Andromedy są usiane licznymi obszarami H II, które Walter Baade opisał jako przypominające „paciorki na sznurku”. Są pomiędzy nimi większe odległości niż w Drodze Mlecznej.
Skorygowane zdjęcia M31 pokazują w pełni strukturę jej ramion. Występuje specyficzny podział na ramiona wewnętrzne i zewnętrzne, oddzielone od siebie o minimum 13 tysięcy lat świetlnych. Jedną z przyczyn powstania tego dziwnego spiralnego wzoru może być interakcja z blisko położoną galaktyką M32. Można się o tym przekonać, obserwując przemieszczenia chmur neutralnego wodoru z gwiazd.
W 1998 zdjęcia M31 wykonane w podczerwieni przez Europejską Agencję Kosmiczną pokazały, że kształt jej dysku może powoli zmieniać się w pierścień. Już teraz gaz i pył wewnątrz dysku Galaktyki Andromedy przypomina kilka nakładających się pierścieni, szczególnie w odległości 32 tysięcy lat świetlnych od jądra. Pierścień ten jest niewidoczny na zdjęciach w paśmie widzialnym.
Studia nad halo Galaktyki Andromedy pokazują, że jest ono podobne do tego w Drodze Mlecznej, z gwiazdami ubogimi w metale, a ich liczba maleje wraz z odległością od jądra. Podobieństwa halo galaktyk zwykle oznaczają, że rozwijają się w podobny sposób. Prawdopodobnie zarówno Galaktyka Andromedy, jak i Droga Mleczna w ciągu ostatnich 12 miliardów lat wchłonęły od jednej do dwustu małych galaktyk. Gwiazdy w całkowitych halo obu galaktyk mogą wypełniać nawet do jednej trzeciej odległości pomiędzy nimi.

## Cechy

Zdjęcie pokazuje możliwą podwójną strukturę jądra Galaktyki Andromedy, Hubble

W 1991 zdjęcia jądra Galaktyki Andromedy wykonane przez Kosmiczny Teleskop Hubble’a ukazały w jego obrębie dwa cieplejsze obszary oddzielone kilkoma latami świetlnymi. Początkowo sądzono, że jądro przykrywają obłoki pyłu absorbującego promieniowanie, jednak późniejsze obserwacje z Ziemi dowiodły, że jądro M31 faktycznie ma podwójną strukturę, stanowiąc niejako układ podwójny. Zasugerowano, że jedna z części jądra może być pozostałością po wchłoniętej mniejszej galaktyce.
Wykorzystując obserwacje Europejskiej Agencji Kosmicznej, odkryto w Galaktyce Andromedy wiele źródeł promieniowania X. Robin Barnard zasugerował, że te podgrzewające gaz do milionów kelwinów obiekty mogą być czarnymi dziurami. Widmo materii wpadającej do czarnych dziur jest takie samo jak gwiazd neutronowych, dwa typy obiektów różnią się jednak masą.
6 stycznia 2006 roku na zdjęciach jądra galaktyki wykonanych w paśmie rentgenowskim przez teleskop Chandra oprócz trzech znanych wcześniej źródeł pojawiło się czwarte, oznaczone symbolem M31*. Źródło to stało się widoczne zapewne wskutek materii opadającej na supermasywną czarną dziurę. Szczegółowa analiza zdjęć z lat 1999–2005 wykazała, że źródło M31* znajdowało się w stanie wyciszenia. Jednak 6 stycznia 2006 roku czarna dziura nagle ponad stukrotnie pojaśniała, wzbudzając rozbłysk rentgenowski. Po rozbłysku M31* ponownie przygasła, choć w dalszym ciągu pozostaje dziesięciokrotnie jaśniejsza niż przed rozbłyskiem. Zdarzenie to wskazuje, że w tym czasie nastąpił znaczny wzrost tempa opadania strumienia materii na M31*, po którym następuje dalsze, choć już słabsze, opadanie materii w kierunku czarnej dziury.
M31 zawiera w przybliżeniu 460 gromad kulistych. Największa z nich, Mayall II (zwana Globular One), jest najjaśniejszą gromadą kulistą w całej Grupie Lokalnej. Zawiera ona kilka milionów gwiazd i jest dwukrotnie jaśniejsza niż najjaśniejsza ze znanych w Drodze Mlecznej, Omega Centauri. Uważa się, że G1, zawierająca gwiazdy kilku pokoleń, jest pozostałością po wchłoniętej galaktyce karłowatej.
W 2005 astronomowie odkryli w M31 nowy typ gromad gwiazd. Zawierają one setki tysięcy gwiazd, podobnie jak gromady kuliste. W odróżnieniu jednak od nich gromady te są znacznie większe i przez to mniej zagęszczone.

## Satelity Galaktyki Andromedy
Stwierdzono istnienie 14 karłowatych galaktyk satelickich Andromedy, z których najbardziej znane to M32 oraz M110.
M32 jest małą galaktyką eliptyczną. Badania sugerują, że mogła niegdyś być znacznie większą spiralną. Przeszła jednak (lub wciąż przechodzi) w bardzo bliskim sąsiedztwie Galaktyki Andromedy i straciła przy tym swój dysk na rzecz większego sąsiada.
M110 również wydaje się być w interakcji z M31. Astronomowie odnajdują w halo Galaktyki Andromedy podłużne obszary bogatych w metale gwiazd, które wydają się tworzyć strugi ciągnięte z galaktyk satelickich. M110 zawiera wyraźne pasma pyłu, które zwykle towarzyszą procesowi formowania się nowych gwiazd. Jest to nietypowe zjawisko w galaktykach eliptycznych.
W 2006 odkryto, że dziewięć z tych galaktyk leży w płaszczyźnie przechodzącej przez jądro M31. Może to oznaczać, że jest to powszechna zasada tłumacząca ich pochodzenie i że również inne nie są porozrzucane w przestrzeni przypadkowo.
Nie jest pewne, czy Galaktyka Trójkąta również jest satelitą Galaktyki Andromedy, byłaby największą z nich.

## Galaktyka Andromedy w kulturze masowej
- Galaktyka Andromedy została wykorzystana w wielu utworach science-fiction, zwykle jako miejsce, z którego pochodzą atakujący Drogę Mleczną kosmici. Przykładowo w odcinku serialu Star Trek z 1968 By Any Other Name (Pod jakimkolwiek innym imieniem) statek kosmiczny Enterprise zostaje porwany przez Kelvan – obcych z Galaktyki Andromedy. Podobny motyw pojawił się także w serialu Blake’s 7. W jednym z odcinków statek głównego bohatera stoczył bitwę z najeźdźcami przybywającymi z Andromedy.
- Galaktyka pojawiła się także w Andromedzie Gene’a Roddenberry’ego, gdzie stanowi część świata, w którym rozgrywa się fabuła serialu. Zgodnie z Superman: Birthright Marka Waida jest ona także miejscem pochodzenia jednej z głównych postaci współczesnej popkultury. Superman miał przybyć na Ziemię z Kryptonu – planety okrążającej gwiazdę M3 w Galaktyce Andromedy.
- Andromeda odgrywa ważną rolę także w serialu A for Andromeda (ang. A jak Andromeda) – jest miejscem, z którego pochodzą służące do skonstruowania superkomputera sygnały radiowe. Serial osiągnął sukces i wyprodukowano także drugą jego serię – The Andromeda Breaktrough (ang. Przełom Andromedy).
- Nawiązania do Galaktyki Andromedy pojawiły się także m.in. w jednym z epizodów Doctor Who i Latającym cyrku Monty Pythona.
- Galaktyka inspirowała też twórców literatury. Przykładowo w 1957 radziecki pisarz Iwan Jefriemow napisał powieść Tumannost Andromedy (Mgławica Andromedy), natomiast Michael Crichton jest autorem The Andromeda Strain.
- Według opowiadania Colina Wilsona The Return of the Lloigor z 1969 roku, umieszczonego w konwencji Mitów Cthulhu z Galaktyki Andromedy przybyli Lloigorowie – istoty, które stworzyły człowieka.
- Galaktyka Andromedy występuje również w powieści Colina Kappa Formy Chaosu, jako miejsce skąd przybywają Obcy i dokąd podąży na końcu powieści główny bohater.
- BioWare tworząc Mass Effect: Andromeda, za miejsce akcji obrali Galaktykę Andromedy.
- Amerykańska piosenkarka Weyes Blood(inne języki) nawiązuje do galaktyki w utworze Andromeda z albumu Titanic Rising(inne języki)